# سعید الکثیری
سعید سالم صالح سالم الکثیری (عربی: سعید سالم صالح سالم الكثيري؛ (به انگلیسی: Saeed Salem Saleh Salem Al Kathiri) زاده ۲۸ مارس ۱۹۸۸) یک بازیکن فوتبال اهل امارات متحده عربی است.
وی همچنین در تیم ملی فوتبال امارات متحده عربی بازی کرده‌است.